# Fiyi en los Juegos Paralímpicos de París 2024
Fiyi estuvo representado en los Juegos Paralímpicos de París 2024 por tres deportistas femeninas. El equipo paralímpico fiyiano no obtuvo ninguna medalla en estos Juegos.